# Língua dongolaui
Dongolaui (dongolawi) é uma língua núbia do sul do Egito e norte do Sudão. É falada por cerca de 70 mil pessoas no vale do Nilo entre a terceira catarata até a curva do Nilo Nubian nas proximidades de Adaba, Como o deslocamento da população em função da construção da Barragem de Assuã, há comunidades de falantes no leste do Sudão, em Caxem Elgirba, estado de Cassala.
Dongolaui é um termo da língua árabe cuja base é o nome da antiga cidade de Dongola, Núbia, centro do histórico reino cristão de Macúria (séculos VI a XIV). A Dongola de hoje foi fundada no século XIX na margem ocidental do Nilo. Os Dongolawi chamam a língua de Andaandi [andaːndi] "(a língua) de nosso lar".
Sempre há nas proximidades dos falantes de dongolaui do Árabe Sudanês, a língua franca do Sudão, falada também pelos dongolaus, O bilinguismo árabe/dongolaui é bem substituinte, pois a língua dongolaui tende a desaparecer diante do árabe sudanês (conf. Jakobi 2008). 
O dongolaui é muito relacionado à língua quenzi falada no sul do Egito, tanto que as duas já foram consideradas como dialetos de uma mesma língua, 'quenzi-dongolaui. Pesquisas mais recentes reconhecem que as duas são línguas bem distintas sem uma "particular relação genérica próxima."  Além dessas duas línguas, existiram ao longo do Nilo mais três variedades de línguas incluídas no grupo das Kenzi-Dongolawi.